# Мордовское Давыдово
Мордовское Давыдово (эрз. Давыдвеле, Дауд веле) — село, центр сельской администрации в Кочкуровском районе. Население 283 чел. (2001), в основном мордва-эрзя.
Расположено на р. Умыс, в 26 км от районного центра и 7 км от железнодорожной станции Качелай. Название-антропоним: от имени основателя населенного пункта Давыда; в переписи мордвы Алатырского уезда (1624) упоминается крещёный мордвин из Темниковского уезда Давыд Покаин. Определение «Мордовское» свидетельствует об этнической принадлежности жителей. Существуют народное название села — Умыска, Умыский (гидронимы). В «Списке населённых мест Симбирской губернии» (1863) Давыдово — село удельное из 85 дворов (700 чел.) Карсунского уезда; имелась церковь. В 1930 г. в Мордовском Давыдове было 254 двора (1 344 чел.); создан колхоз «Правда», с 1996 г. — СХПК «Сурские зори». В современном селе —  Дом культуры, магазин, памятник воинам, погибшим в годы Великой Отечественной войны. Мордовское Давыдово — родина заслуженной артистки МАССР М. Е. Матезиус. В Мордовско-Давыдовскую сельскую администрацию входит с. Русское Давыдово (244 чел.; на территории села — ремонтно-строительный участок (РСУ)).

## Источник
- Энциклопедия Мордовия, Е. Е. Учайкина.